# Друйский замок
Друйский замок — замок, существовавший в XIV—XVIII вв. в поселке Друя Браславского района Витебской области.

## Описание
Располагался в месте слияния рек Друйка и Западная Двина. По некоторым сведениям, сначала замок князей Мосальских находился на левом берегу Друйки, на территории «Старого города», а после 1515 г. перенесен на правый берег. С тактической точки зрения расположение замка было не очень удачным. Он не мог занять низкий и малый выступ около впадения Друйки в Западную Двину, потому что последний весной постоянно затоплялся. С востока над выступлением возвышалась гора, которая при занятии её противником могла быть использована для установки артиллерии и обстрела замка. После 1515 года было решено построить замок на этом возвышении, но и здесь для укрепления не лучшее место, так как почти со всех сторон были длинные и покатые склоны, удобные для атак неприятеля, а Западная Двина и Друйка находились на значительном расстоянии от замка. Тем не менее «Полоцкая ревизия» 1552 года зафиксировала Друйский «замок спольный» князей Мосальских на левом берегу Западной Двины. «Замок оборонный» окружил местечко. О структуре замковых укреплений в документе не сообщается.

## Военная история
Роль Друйского замка в Ливонской войне 1558—1583 не выяснена, хотя здесь в 1561 году и располагался конный отряд. Перемирны «лист» 1594 года между ВКЛ и Русским государством, называет Друйский замок уже среди замков Подвинья. В исторических источниках за 1594 год встречается упоминание о «опалом замку Друйском», что свидетельствует о состоянии укреплений того времени. В ходе военных событий XVII—XVIII в. замок претерпел многочисленные осады и штурмы, неоднократно разрушался и сжигался. После русско-польской войны 1654-67 был восстановлен на левом берегу Западной Двины, но мощью не выделялся. В XVIII веке постепенно пришел в упадок.

## Современность
В наше время следы средневековых укреплений замка спрятаны под плотной городской застройкой. Археологические исследования Друйского замка проводили в 1972 году М. Ткачев, в 1986—1988 годах — В. Зайцева.